# Піндське князівство
Піндське князівство — автономна держава, що існувала під час Другої світової війни під управлінням фашистської Італії. Розташовувалось на північному заході Греції, у районі Пінд. Під час італійської окупації Греції було проголошено батьківщиною етнічних аромунів.
Першим князем держави став глава аромунської сепаратистської організації «Римський легіон» Алківіадіс Діаманді. У 1942 році він залишив державу й знайшов захисток у Румунії. Скоро його наступником став Ніколас Матусі

## Правителі
- 1941—1942: Алківіадіс Діаманді
- 1942—1943 Ніколас Матусі